# Diogo Veloso
Diogo Veloso, ou Diego Belloso nos relatos históricos espanhóis, (1558, Amarante, Portugal – 1599, Camboja ) foi um aventureiro português ativo no Sudeste Asiático no último quartel do século XVI, atuando por vezes ao serviço do governador espanhol da Índias Orientais Espanholas (dentro da Guerra Cambojano-Espanhola ) ou por conta própria. Ele, e o espanhol Blas Ruiz, foram os primeiros europeus a pisar as terras do Laos.

## Biografia
Diogo Veloso, um chegou a Longvek (antiga capital do Camboja) em 1585, ali viveu, ligou-se de amizade com o rei Settha, e até casou-se com uma parente do Rei.
Só que tuda muda, quando o rei siamese, Naresuen, avançava contra o reino Khmer, Settha, desesperado envia Diogo Veloso pedir ajuda, primeiro aos portugueses em Malaca, depois aos espanhóis em Manila. Uma força espanhola chefiada por Blaz Ruiz foi enviada em 1594, mas tarde demais; o Camboja tinha caído, Veloso era prisioneiro no Sião, e o Rei Settha  tinha fugido para o Laos. Blaz Ruiz, também capturado é colocado num navio em direção ao Sião. Mas Ruiz conseguiu libertar-se e capturar o navio para o levar de volta para Manila. Entretanto, Veloso ganhava os favores de Naresuen, o rei siamês, e foi colocado ao comando de um navio que transportava o embaixador siamês para Manila.
Esquecendo-se que ele estava ao serviço de Sião, Veloso afirmou que representava o ex-rei do Camboja e assinou um tratado em nome dele com o espanhóis. Este documento permitia que tropas espanholas, comerciantes e missionários viajassem livremente para o Camboja, e prometia que o rei e a rainha se tornariam cristãos em troca de ajuda militar. Então Veloso e Ruiz ligados pelo tratado, lideraram um ataque a Phnom Penh ocupado pelos siameses. Depois decidam regressar a Manila , mais mudaram de ideia e abandonaram o navio num porto vietnamita, para marchar do Vietname para o Laos, onde descobriram que Settha e o seu filho mais velho tinham morrido.
Em 1595, de volta a Manila, Diogo Veloso conseguiu convencer Dasmarinas, Governador das Filipinas, de enviar uma expedição militar para expulsar o siameses, e dominar a corte Khmer. Três navios com 130 soldados foram enviados.
A expedição chegou a Phnom Penh em 1596, Velloso e Ruiz, com 38 homens viajaram para Srei Santhor e atacaram o palácio à noite. Mataram o novo Rei Reama regressaram às suas naves em Phnom Penh e fujiram do Camboja.
Em maio de 1597, ambos regressam com o filho mais novo do rei Settha, Chau Ponhea Ton e pela força, fazem dele o rei Barom Reachea II.
Em 1599, os dois aventureiros estavam em Srei Santhor para falar com o Rei enquanto em Phnom Penh, espanhóis e os chams, os muçulmanos cambojanos, entravam em confronto. Contra os bons conselhos do Rei, os dois foram para Phnom Penh para ajudar os seus compatriotas e foram ambos mortos pelos Chams.